# Guido II Brisebarre
Guido II Brisebarre (fallecido antes de 1164) fue el señor de Beirut en el Reino de Jerusalén.
Fue el hijo más joven de Guido I Brisebarre. Después de su muerte su hermano mayor Gutierre II Brisebarre fue señor de Beirut. En 1156 Gutierre II se unió a la Orden del Temple, y dejó el señorío de Beirut a Guido II.
En 1153 tomó parte en el victorioso asedio de Ascalón.
Su esposa probablemente se llamaba María (fallecida después de agosto de 1164). Con ella tuvo al menos seis hijos:
- Gutierre III (fallecido en 1179), señor de Beirut, Montreal y Blanchgarde;
- Guido (fallecido en 1193), se casó con Juliana de Grenier, señora de Cesarea;
- Bernardo, señor de Blanchgarde;
- Hugo;
- Beatriz, se casó con Juan le Tor, señor de Manuet;
- Margarita, se casó con Guermond I, señor de Bethsan.

Murió antes de 1164 y el señorío de Beirut fue heredado por su hijo Gutierre III.